# Japan Basketball Association
Die Japan Basketball Association (jap. 日本バスケットボール協会 nippon basukettobōru kyōkai) oder kurz JABBA ist der japanische Basketballverband. Er hat seinen Sitz im Tokioter Stadtteil Shibuya.
JABBA organisiert die Japan Basketball League (JBL) und die Women’s Japan Basketball League (WJBL). Die Basketball-Weltmeisterschaft 2006 wird von JABBA in Kooperation mit der FIBA und dem 2006 Organisationskomitee ausgerichtet.